# Südafrikanische Volleyballnationalmannschaft der Frauen
Die südafrikanische Volleyballnationalmannschaft der Frauen ist die Auswahl südafrikanischer Volleyballspielerinnen, welche die Volleyball South Africa (VSA) auf internationaler Ebene, beispielsweise in Freundschaftsspielen gegen die Auswahlmannschaften anderer nationaler Verbände, aber auch bei internationalen Wettbewerben repräsentiert. 1992 trat der nationale Verband dem Weltverband Fédération Internationale de Volleyball (FIVB) bei. Im August 2012 wurde die Mannschaft auf Rang 91 der Weltrangliste geführt.

## Internationale Wettbewerbe

### Südafrika bei Weltmeisterschaften
Die Mannschaft konnte sich bisher nicht für eine Weltmeisterschaft qualifizieren.

### Südafrika bei Olympischen Spielen
Bisher gelang es der Mannschaft nicht, sich für die olympischen Wettbewerbe zu qualifizieren.

### Südafrika bei Afrikameisterschaften
Die Mannschaft kann bisher vier Teilnahmen an der Afrikameisterschaft vorweisen:
| - 1976: nicht qualifiziert - 1985: nicht qualifiziert - 1987: nicht qualifiziert - 1989: nicht qualifiziert - 1991: nicht qualifiziert - 1993: 8. Platz - 1995: nicht qualifiziert - 1997: 4. Platz | - 1999: nicht qualifiziert - 2001: 4. Platz - 2003: nicht qualifiziert - 2005: nicht qualifiziert - 2007: 8. Platz - 2009: nicht qualifiziert - 2011: nicht qualifiziert |

### Südafrika bei den Afrikaspielen
Südafrikas Volleyballnationalmannschaft der Frauen nahm bisher vier Mal an den Wettbewerben der Afrikaspiele teil. Größter Erfolg war dabei das Erreichen des vierten Ranges im  Jahr 1999; außerdem platzierte man sich auf den Rängen sechs (2007) und sieben (1995 und 2003).

### Südafrika beim World Cup
Südafrika kann bisher keine Teilnahme am World Cup – dem Qualifikationsturnier für die Olympischen Spiele – vorweisen.

### Südafrika beim World Grand Prix
Der World Grand Prix fand bisher ohne südafrikanische Beteiligung statt.